# هرجار
هرجار هي قرية في البوسنة والهرسك. وهي تقع على أراضي مدينة بيهاتش التابعة لكانتون يونا-سانا في اتحاد البوسنة والهرسك. طبقا لنتائج تعداد البوسنة عام 2013، فلم تسجل فيها أي إحصائيات.

## التركيبة السكانية

### التطور التاريخي للسكان
| 1961 | 1971 | 1981 | 1991 | 2013 |
| ---- | ---- | ---- | ---- | ---- |
| 479  | 265  | 141  | 81   | 0    |

### توزيع السكان حسب الجنسية (1991)
في عام 1991 كان عدد سكان القرية 81 نسمة وكانوا جميعا من الصرب.

## وصلات خارجية
- (بالإنجليزية) Maplandia